# Vänersborg
Vänersborg ()è una città della Svezia, capoluogo del comune omonimo, nella contea di Västra Götaland. Ha una popolazione di 21.672 abitanti.

## Storia
Vänersborg sorge sul sito di un insediamento più antico, ribattezzato Vänersborg in occasione della concessione dei privilegi cittadini nel 1644. La città non era solo un'importante città commerciale, ma anche una città di confine e di guarnigione che controllava e proteggeva il collegamento tra la via commerciale lungo il Göta älv e il lago Vänern. Fu occupata e distrutta più volte durante le guerre del XVII secolo.
Nel 1690, Vänersborg divenne la capitale della provincia di Älvsborgs län, che nel 1998 fu fusa nella nuova provincia di Västra Götalands län.
Intorno al 1800, Vänersborg era una città di medie dimensioni con circa 1.500 abitanti, ma è cresciuta notevolmente dopo l'apertura del canale di Trollhätte e del canale di Göta. Nel XX secolo, la città si è trasformata in un importante centro di servizi per la regione, mentre la vicina Trollhättan ha assunto il ruolo di leader nel settore industriale.

## Descrizione
La pianta della città seguiva l'impianto regolare a scacchiera del XVII secolo. Dopo un grave incendio nel 1834, la parte centrale fu trasformata in una spianata lungo la quale si trovano i grandi edifici pubblici, tra cui la residenza, la chiesa e il museo. Gli edifici del centro storico risalgono alla seconda metà del XIX secolo o più tardi, poiché solo pochi edifici sono sopravvissuti all'incendio. Tuttavia, la città è nota come "Piccola Parigi" perché, secondo il noto poeta e cantante Birger Sjöberg, assomiglia alla capitale francese.

## Clima
Vänersborg ha un clima oceanico freddo. Ha anche un clima relativamente umido per essere in Svezia, con precipitazioni medie di 709,1 millimetri tra il 1961 e il 1990. Nella prima parte del XXI secolo, le precipitazioni sono ulteriormente aumentate. Le differenze tra estati e inverni sono minori rispetto a molte altre aree interne della Svezia, essendo moderate dalla vicinanza al Kattegat e al lago Vänern. Nonostante ciò, il clima è piuttosto continentale, considerando la sua classificazione come marino. La posizione vicina al mare e alle rive di un lago influenza il clima, con frequenti piogge e venti dal mare e un certo potenziale di neve da effetto lago durante l'inverno.

## Sport

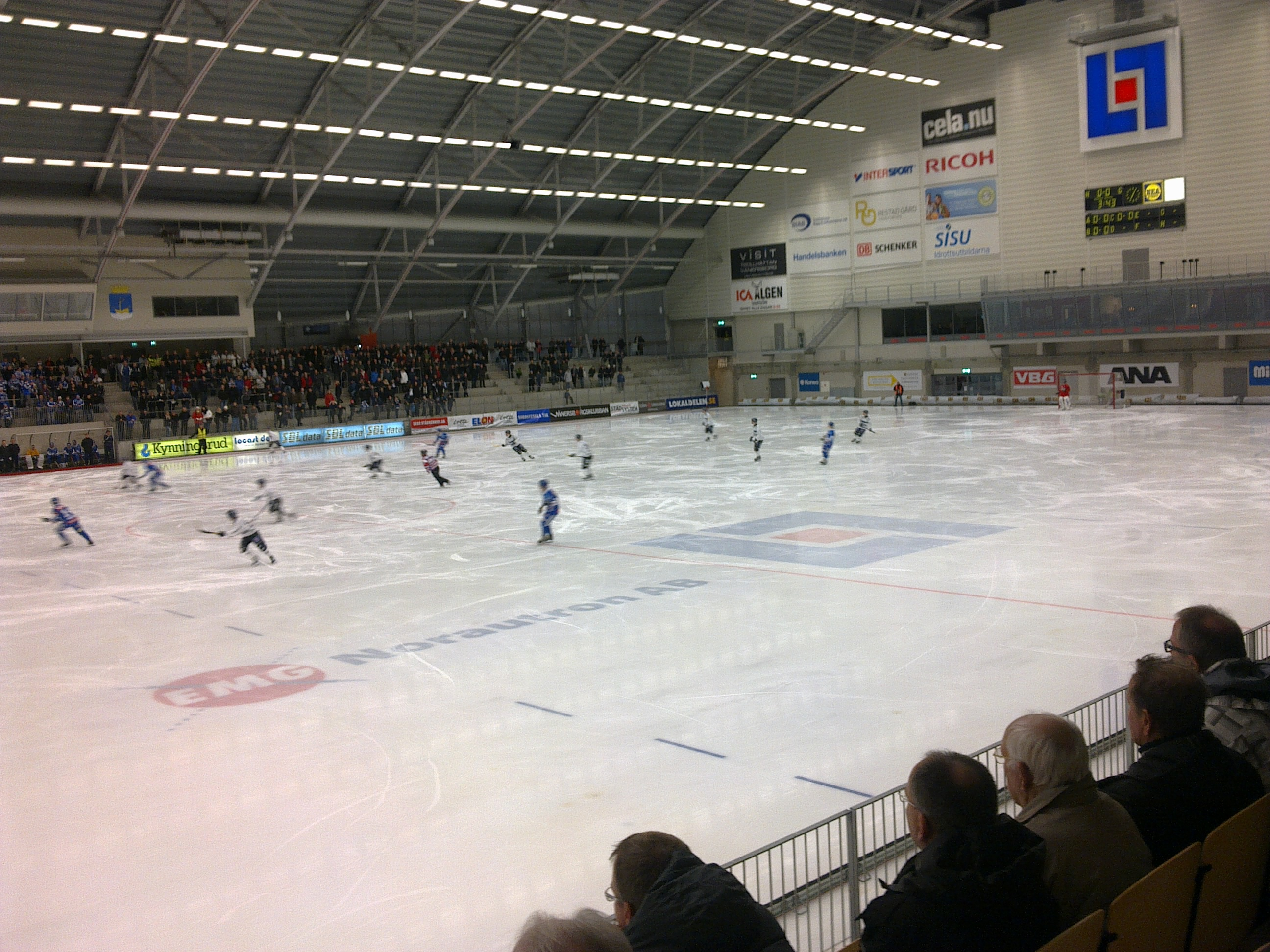
Stadio di bandy Arena Vänersborg

A Vänersborg è presente uno stadio di bandy, l'Arena Vänersborg.
L'Arena Vänersborg è un'arena al coperto per il bandy. L'Arena Vänersborg ha suscitato un grande clamore a causa del superamento del budget, con un costo finale di 300.000.000 di corone svedesi e oltre.
Il club di bandy IFK Vänersborg gioca nella massima divisione Elitserien e il Blåsuts BK è solito giocare nella seconda divisione Allsvenskan.